# Richard Neville, V conde de Salisbury
Richard Neville, V conde de Salisbury y VIII y IV barón Montacute  (1400 – 31 de diciembre de 1460) fue un líder del bando de los York durante la Guerra de las Dos Rosas.

## Trasfondo
Richard Neville nació en 1400, en el castillo de Raby, condado de Durham. Aunque era el décimo hijo, el tercer varón, de Ralph Neville, conde de Westmorland, fue el primero que nació de su segunda mujer, Joan Beaufort. Las tierras de los Neville se encontraban principalmente en Durham y Yorkshire, pero Ricardo II y Enrique IV les consideraron útiles para contrarrestar la fuerza de los Percy en la frontera con Escocia; por se le dio a Ralph su título y el cargo de Señor de las Marcas Occidentales en 1403. A pesar de que en ese tiempo la realeza empezaba a diferenciarse de la nobleza, Ralph se casó con Joan Beaufort, nieta  de Eduardo III, lo que pudo ser otra recompensa.
Los hijos del conde con su primera mujer se casaron con la nobleza local, mientras que los hijos de Joan Beaufort se casaron con grandes familias: Las hermanas de Richard se casaron con duques (la menor, Cecilia, se casó con Ricardo, III duque de York y el propio Richard se casó con Alice Montacute, hija y heredera del conde de Salisbury.
La fecha del matrimonio de Alice y Richard es desconocida, pero se sabe que ellos ya estaban casados en febrero de 1421, cuando presenciaron la coronación de Catalina de Valois. En el momento del matrimonio, la herencia del condado de Saliisbury no estaba garantizadas, pues Lord Salisbury estaba vivo y, en 1424, se volvió a casar con Alice Chaucer, nieta del poeta Geoffrey Chaucer. Cuando el conde murió sin descendencia de este segundo matrimonio en 1428, Richard y Alice se convirtieron en condes de Salisbury.
El nuevo conde tomó posesión de una gran cantidad de estados qué, como hijo menor, pudo haber esperado razonablemente. Curiosamente, su medio hermano menor John consintió en que buena parte del patrimonio familiar pasasen a Joan Beufort; Richard los heredó de esta en 1440, junto con las donaciones concedidas conjuntamente a Ralph y Joan. El heredero de Ralph (su nieto, también llamado Ralph Neville, II conde de Westmorland) disputó la herencia pérdida, aunque finalmente tuvo que llegar a un acuerdo en 1443, en el que solo se le devolvía a la rama principal el castillo de Raby. El conflicto entre los Neville, terminaría formando parte de la disputa con los Percy. Con el matrimonio, Salisbury obtuvo una cuarta parte de la herencia de los Holland, lo que en sí le dio más riquezas que el condado de Salisbury, pudiendo así fijar su residencia en la Bisham Abbey,  Berkshire.

## Guardián de las Marcas del Oeste
La defensa de la frontera con Escocia era ocupación de las Guardianes de las Marcas del Este (con base en Berwick-upon-Tweed) y el Oeste (con base en Carlisle). Ambos cargos fueron ocupados como un solo título por la familia Percy durante el siglo XIV, y su apoyo al rey Enrique IV, implicaron que Henry Percy fuera nombrado Guardián de las Marcas del Oeste y su hijo Hotspur fuera nombrado  Guardián de las Marcas del Este. Pero Hotspur se rebeló y su padre fue declarado cómplice; por lo que, tras la muerte de este último en la batalla de Shrewsbury, Enrique V encomendó a Ralph Neville la captura del anciano Percy. Como recompensa, este sucedió a los Percy como guardián de ambas marcas. Aún en el reinado de Enrique V, a los Percy se les restauró sus tierras y, en 1417, se les restauró como Guardianes de las Marcas del Este. No obstante, las Marcas del Oeste quedaron en manos de los Neville.
Salisbury se convirtió en guardián en 1420. Su cargo era uno de los más valorados en Inglaterra, ganando £1,500 en tiempos de paz, el cuádruple de dicha cifra si Escocia les declaraba la guerra. Aunque, a diferencia de Calais, no implicaba una presencia permanente, las constantes redadas y escaramuzas implicaban que siempre hubiera un grupo entrenado y experimentado bajo las órdenes del guardián. Otras muestras de una posible alta estima por parte de Enrique V, fue el nombramiento de Salisbury como Juez de Paz en Cumberland, Westmoreland, y Durham. En 1431, acompañó al rey Enrique VI a Francia para su coronación, y al volver este le nombró Guardián de las Marcas del Oeste. 
En 1436, renunció a ambos puestos, aunque pudo ser un intento de forzar a la corona a que concediese los pagos atrasados que se le debían. Cuando se aceptó su renuncia, acompañó a su cuñado, Ricardo de York, a Francia, junto a 1.300 hombres armados y arqueros consigo. Regresó al año siguiente, convirtiéndose en miembro del Consejo del Rey en noviembre de dicho año. No retomó ninguno de sus cargos de guardián, ya que ocupó gran parte de su tiempo con la disputa Percy-Neville, pero cuando esta se resolvió volvió a ser nombrado Guardián de las Marcas del Oeste en 1443. Aunque su tarifa se redujo a £1,000, el dinero era asegurado en un tipo de cuenta de la corona separada las frecuentes. Esto podía reflejar las experiencias de 1436.

## Neville y Percy
A final de 1443, Salisbury podía observar su posición con satisfacción desde su asentamiento en el castillo de Middleham,Wensleydale: Era miembro del Consejo del Rey y Guardián de las Marcas del Oeste, su hermano Robert era obispo de Durham, y su hermano William custodiaba el castillo de Roxburgh. Él tenía siete hijos, cuatro hijos y tres hijas. En 1436, sus hijos mayores, Cecily y Richard contrajeron excelentes matrimonios con el hijo y la hija de Richard de Beauchamp, XIII conde de Warwick.
Se estaba haciendo evidente el fin del auge de los Neville: El rey, que inició su reinado personal en 1437, comenzó a engrandecer las fortunas de sus parientes más cercanos, y Salisbury sólo era pariente lejano a través de una línea femenina e ilegítima. En este contexto, la enemistad en el norte de Inglaterra entre los Percy y los Neville tomó gran importancia, ya que mostraría la fortaleza o debilidad del rey, de ser capaz de pararla o no hacerlo.
Los Percy tenían tierras en todo el norte del reino, mientras que las tierras al norte de los Percy se concentraban en Yorkshire y Durham. Como guardián, Salisbury ejercía gran influencia en el noroeste a pesar de sólo poseer Kendal y Penrith. Los Percy estaban resentidos porque sus arrendatarios de eran reclutados por Neville, quien mantenía su poder en la región a pesar de la reducción de su asignación. A esto de se debe añadir el parentesco entre los Percy y la rama principal de los Neville, quienes seguían molestos por sus disputas sobre la herencia familiar. 
La Inglaterra del siglo XV se caracterizó por el “feudalismo bastardo”, según el cual todo sujeto necesitaba un “señor de bien”. A cambio de un compromiso para con el señor- normalmente militar-, este brindaba al sujeto con una pequeña cuota, una prenda u objeto como muestra de lealtad (librea) y le brindaría su ayuda en caso de disputas con sus vecinos. Westminster estaba lejos del Norte de Inglaterra, por lo que una respuesta legal ante las injusticias era. Con su poder económico como guardián, Salisbury podría tener mayor apoyo de los arrendatarios de los Percy que lo que Northumberland, Guardián de las Marcas del Este sin sueldo durante años, podría esperar.
En 1448, mientras se retomaba la guerra con Escocia, Northumberland, usó sus fuerzas contra la marca de Salisbury, y su hijo, Lord Poynings, capturado. El hecho de que Salisbury perdió 2.000 caballos tratando de responder el ataque, y el ser excluido (junto con Northumberland)  de las negociaciones de paz, aumentó las tensiones entre ambas familias. Durante los siguientes años, el segundo hijo de Northumberland, Lord Egremont, resolviendo problemas en Yorkshire, principalmente en York, que estaba entre los estados de los Percy en Spofforth y Healaugh y el castillo de los Neville en Sheriff Hutton.
El 24 de agosto de 1453, Egremont reunión unos 1000 hombres de armas y arqueros con intención de acechar a la familia Neville en su camino a Heworth Moor. Salisbury  estuvo presente en la boda de su hijo Thomas en el castillo de Tattershall, Lincolnshire,  y aunque su escolta era pequeña, estaba mejor armada que los hombres de Egremont. Salisbury y su comitiva lucharon contra ellos, llegando sin problemas a Sheriff Hutton, pero el episodio sirvió para iniciar una guerra privada. La novia de la boda, Maud Stanhope, era viuda de Lord Willoughby de Eresby, cuyo hijo apoyaba a los Percy. También les apoyaba el futuro Lord Montagu, John Neville. Maud heredó las mansiones de Wressle y Burwell de su tío, Lord Cromwell, quien a su vez los obtuvo de un litigio con los Percy. El historiador John Sadler argumentó que fue el principio de las hostitlidades entre yorkistas y lancasterianos, que derivaron en la Guerra de las Rosas.

## Neville y York
Salisbury se posicionó a favor de Ricardo, duque de York, Lord Canciller desde 1455. Cuando el rey Enrique trató demostrar su independencia y revocó el título de Protector a Richard, Salisbury luchó junto a él en la primera batalla de St Albans, afirmando que actuaba en defensa propia. En 1458, participó en el Love Day y presenció la reconciliación en Londres. Tras la batalla de Blore Heath, en la que tuvo un gran éxito, Salibury escapó a Calais, que había sido excluida del perdón real. Fue asesinado la noche entre el 30 y 31 de diciembre de 1460, tras la batalla de Wakefield.

## Muerte y entierro
Tras la derrota de los York en la batalla de Wakefield, Salisbury escapó del campo de batalla, siendo capturado a la noche. Como traidor, fue llevado al campamento de los Lancaster aunque los nobles hubieran aceptado liberarle a cambio de un rescate económico, los campesinos le detuvieron y colgaron a las afueras del castillo de Pontefract. An alabaster effigy is in St Mary's Church in Burghfield in Berkshire. 
Fue enterrado en Pontefract, pero sus hijos trasladaron su cuerpo a la Abadía de Bisham y le erigieron una efigie. Esta fue llevada a Burghfield tras la Disolución de los monasterio. La efigie de una dama con tocado que yace a su lado, se piensa que podría no ser su esposa dada la fecha que en esta aparece, sino una de las condesas enterradas en Bisham.

## Descendencia
- Joan Neville (c.1423–1462), quien se casó con William FitzAlan, XVI conde de Arundel, y tuvo descendencia.
- Cecily Neville, duquesa de Warwick (1426-1450), esposa de Henry de Beauchamp, duque de Warwick, y madre de Anne de Beauchamp, XV Condesa de Warwick. Tras la muerte de su hija, los títulos pasaron a su tía Anne, esposa del siguiente..[5]
- Richard Neville, conde de Warwick (1428–1471), llamado el 'Hacedor de Reyes', casado con Anne de Beaucham, XVI condesa de Warwick. Padre de la reina Ana Neville e Isabel Neville, duquesa de Clarence.
- Alice Neville (c.1430–1503), casada con Henry FitzHugh, V barón FitzHugh. Su hija Elizabeth, se casó con William Parr, I barón Parr de Kendal, con quien fue bisabuelo de Catalina Parr, sexta esposa de Enrique VIII.
- John Neville, I marqués de Montagu (¿1431?–1471), casado con Isabel Ingaldesthorpe, con descendencia.
- George Neville (1432–1476), llegó a hacerse Arzobispo de York y Canciller de Inglaterra.
- Katherine Neville (1442–1503), quien se casó con William Bonville, VI barón Harington, y más tarde con William Hastings, I barón Hastings, con descendencia.
- Sir Thomas Neville (antes de 1431–1460),[6] nombrado caballero en 1449 y muerto en la batalla de Wakefield. Segundo marido de Maud Stanhope, viuda de Robert Willoughby, VI barón Willoughby de Eresby, y futura esposa de Sir Gervase Clifton.[7]
- Eleanor Neville (1447– después de 1471), quien se casó y tuvo descendencia en Thomas Stanley, I conde de Derby.
- Margaret Neville (c.1450–1506), quien se casó con  John de Vere, XIII conde de Oxford.
- Ralph Neville
- Robert Neville